# Iron Man (노래)
〈Iron Man〉은 영국의 헤비 메탈 밴드 블랙 사바스의 곡이다. 1970년에 발매된 그들의 두 번째 스튜디오 음반인 《Paranoid》에서 따온 것이다. 이 곡은 이후 《We Sold Our Soul for Rock 'n' Roll》(1976년)와 이후의 모든 최고 히트곡에 포함되었다. 싱글 버전은 《Greatest Hits 1970–1978》 음반에 수록되었다.

## 인증
| 국가                               | 인증 | 판매량/출하량 |
| ---------------------------------- | ---- | ------------- |
| 영국 (BPI)                         | 실버 | 200,000       |
| 판매량+스트리밍을 기반으로 한 인증 |      |               |

## 같이 보기
- 자기실현적 예언